# Melinda okazakii
Melinda okazakii är en tvåvingeart som beskrevs av Tadao Kano 1962. Melinda okazakii ingår i släktet Melinda och familjen spyflugor. Inga underarter finns listade i Catalogue of Life.